# Estación de Pavelétskaya (Moscú)
La estación Pavelétskaya (del ruso: Павелецкий вокзал) es una estación de ferrocarril de Moscú, Rusia. Conocida anteriormente como estación de Saratovsky, recibe su nombre actual por el asentamiento de Pavelets, cuando el ferrocarril hacia el sureste de Moscú llegó a ese punto en 1899. La estación es una de las nueve más importantes de la capital. El tren Aeroexpress enlaza la estación de Pavelétskaya con el aeropuerto de Domodedovo. La estación es operada por Ferrocarriles de Moscú.
El edificio de la estación fue diseñado por el arquitecto Alexander Krasovsky y se terminó su construcción en 1900, aunque fue renovado en la década de 1980. Actualmente se mantiene como una de las más grandes estaciones de ferrocarril de Moscú. En 1924 fue el lugar donde los moscovitas acudieron a rendir homenaje al cuerpo del fallecido Lenin. El tren fúnebre de Lenin sigue siendo una exposición permanente en el Museo del Ferrocarril de Moscú.
Desde la estación parten trenes eléctricos suburbanos hacia Kashira, Ozherelye y Uzunovo, mientras que los trenes expresos eléctricos salen a Ozherelye y el aeropuerto de Domodedovo. Los principales destinos de trenes de larga distancia que parten desde Pavelétskaya son Almaty, Astracán, Bakú, Balakovo, Balashov, Donetsk, Lipetsk, Luhansk, Sarátov, Tambov, Volgogrado, Vorónezh y Yelets.

## Historia
En el Imperio ruso, la Compañía Ferroviaria Ryazano-Uralskaya controlaba el ferrocarril privado más grande, que conectaba 12 provincias densamente pobladas. Todavía no tenía ninguna conexión con Moscú. Entonces, la Administración del ferrocarril envió una solicitud al Gobierno para permitirle construir una nueva sucursal entre Moscú y Pavelets.
En 1897, Nicolás II concedió su permiso para construir la sucursal. La sucursal se terminó 8 meses y medio antes de lo programado. Pero la nueva vía ferroviaria no tenía una terminal en Moscú.

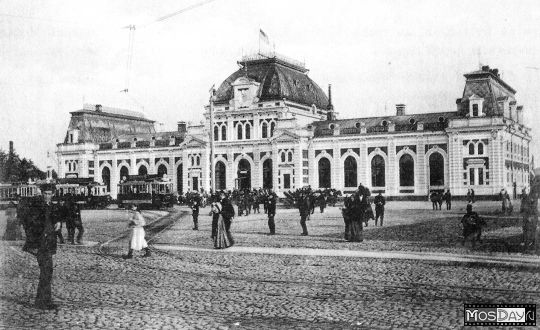
Estación original en 1910.

La estación se construyó de acuerdo con los cánones arquitectónicos de la época: era un edificio simétrico con un centro elevado, grandes ventanas, puertas anchas y cómodas. Había entradas, un vestíbulo, espacio para equipaje, salas de espera para el público, oficinas de reservas, un telégrafo, una farmacia y un bar en la parte delantera. Había un gran salón de operaciones en el centro que separaba las habitaciones para los pasajeros de primera y segunda clase de las habitaciones para los pasajeros de tercera clase.
La estación era un edificio de ladrillo sobre cimientos de cantera. Tenía dos pisos (tres en la parte abovedada) y muchos áticos sobre los edificios que flanquean. La longitud del edificio de la estación fue de 83,7 metros. Las paredes externas eran de dos ladrillos de profundidad, bastante sólidas para un edificio bajo. Las paredes externas fueron revestidas con ladrillos especiales, el zócalo fue revestido con sillar, había molduras de estuco en el vestíbulo y las cornisas de la sala. La solidez y la fiabilidad se hicieron sentir en todo.
En el lado del ferrocarril había cuartos de servicio, cuartos de gendarmería, cuartos principales del zar y salidas a las plataformas. La estación de ferrocarril era muy cómoda para su época, estaba ubicada eficientemente, tenía servicios de calefacción originales y una torreta de ánfora inteligente utilizada como asta de bandera.
La estación se abrió al público el 1 de septiembre de 1900. Se realizó un servicio de acción de gracias con consagración de agua para marcar la apertura de la estación. El ingeniero jefe V.V. Timofeev invitó a otros jefes, personal de estación, empresarios y otras personalidades. Hasta la década de 1940 era conocida como estación Saratovsky. El ferrocarril entre Moscú y Pavelets ya funcionaba varios meses antes de la apertura de la estación, y los trenes fueron redirigidos a la estación de Kursky.

### Reconstrucción

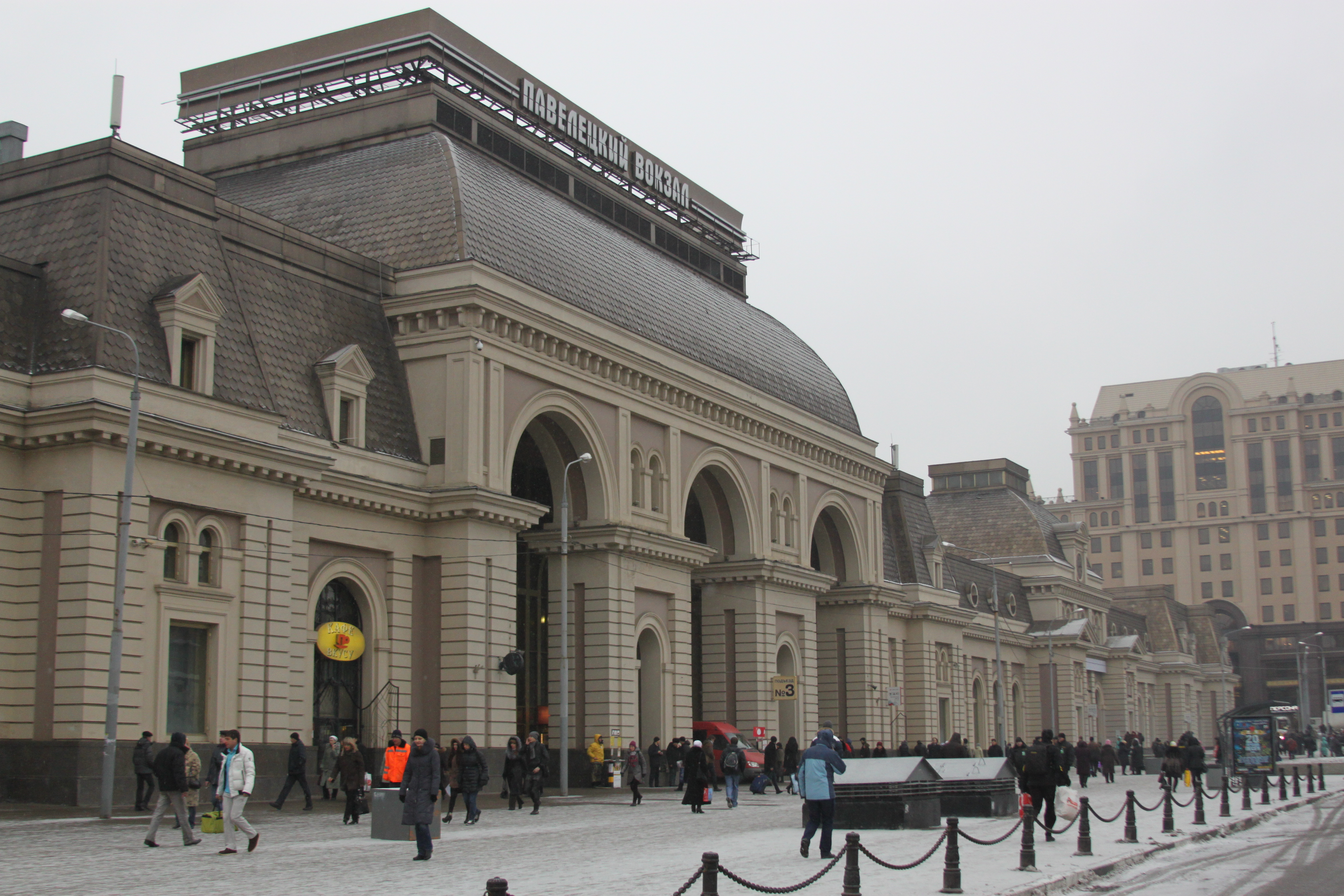
Entrada principal de la estación.

La antigua estación de Paveletsky formaba parte del conjunto de la plaza de la ciudad. Cuando en 1980 se decidió reconstruir la estación, las demandas del proyecto eran muy estrictas. Era necesario proporcionar comodidad actualizada a los pasajeros y al mismo tiempo mantener el skyline.
La reconstrucción fue realizada por la empresa Mostransstroy. Los arquitectos A. Gurkov, S. Kuznetsova y A. Vorontsov resolvieron el complicado problema constructivo, manteniendo el estilo de la antigua estación. La nueva estación de Paveletskiy se volvió a abrir el 3 de noviembre de 1987.
La nueva estación es seis veces más grande en volumen y cuatro veces más grande que la original. Es capaz de recibir, servir y estacionar en sus pasillos a unas 10 000 personas por hora. Ahora es un gran complejo de transporte.
Desde la plaza, el edificio parece tener un solo piso. Pero, de hecho, hay tres niveles de salas de pasajeros, un nivel técnico y sistemas de servicio actualizados en el interior.

## Trenes y destinos

### Larga distancia
| Número tren | Nombre                                      | Destino                                  | Operado por              |
| ----------- | ------------------------------------------- | ---------------------------------------- | ------------------------ |
| 001/002     | Volgograd (rus: Волгоград)                  | Volgogrado                               | Ferrocarriles Rusos      |
| 005/006     | Lotos (rus: Лотос)                          | Astracán                                 | Ferrocarriles Rusos      |
| 007/008     | Kazajistán (kaz: Қазақстан, rus: Казахстан) | Almatý                                   | Qazaqstan Temir Zholy    |
| 009/010     | Sarátov (rus: Саратов)                      | Sarátov                                  | Ferrocarriles Rusos      |
| 011/102     | Luhan (ukr: Лугань)                         | Luhansk                                  | Ukrzaliznytsia           |
| 025/026     | Vorónezh (rus: Воронеж)                     | Vorónezh                                 | Ferrocarriles Rusos      |
| 029/030     | Lipetsk (rus: Липецк)                       | Lípetsk (vagones: Lev Tolstói, Vorónezh) | Ferrocarriles Rusos      |
| 031/032     | Tambov (rus: Тамбов)                        | Tambov                                   | Ferrocarriles Rusos      |
| 055/056     | Azerbaiyán (aze: Azərbaycan)                | Bakú                                     | Azərbaycan Dəmir Yolları |

### Otros destinos

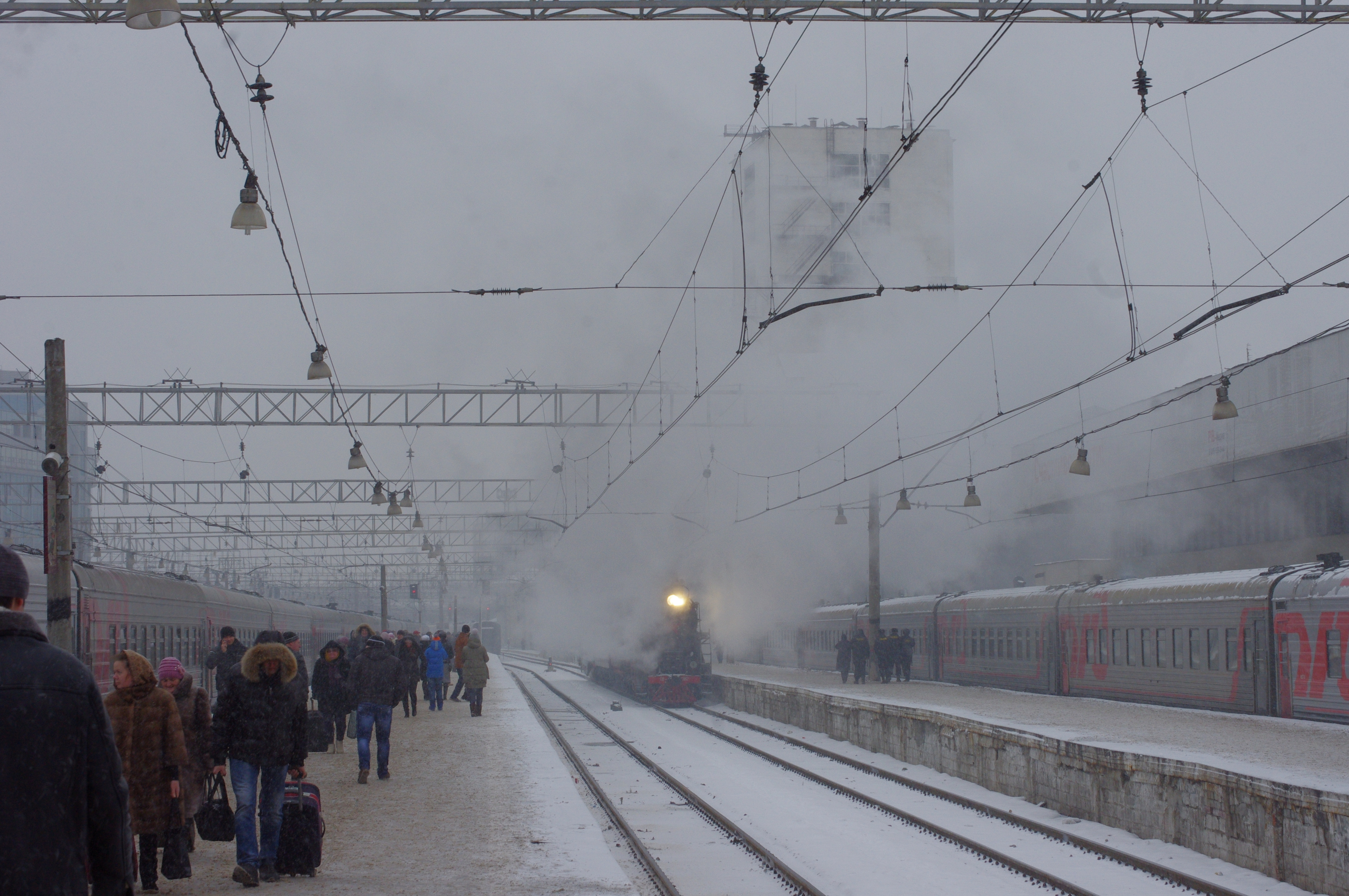
Zona de andenes de la estación.

| País       | Destino                                                                      |
| ---------- | ---------------------------------------------------------------------------- |
| Kazajistán | Aktau (Mangyshlak), Aktobe                                                   |
| Rusia      | Adler, Anapa, Balakovo, Balashov, Kislovodsk, Liski, Novorossiysk, Stávropol |
| Ucrania    | Donetsk                                                                      |

### Destinos suburbanos
Los trenes de cercanías (elektrichka) conectan la estación de Pavelétskaya con las estaciones y plataformas de la dirección suburbana Pavelétskaya del Ferrocarril de Moscú, en particular, con las ciudades de Vidnoye (plataforma ferroviaria Rastorgueva), Domodedovo, Stupino, Kashira, y Ozherelye, así como con el Aeropuerto Domodedovo.

### Conexión con el aeropuerto
Además de trenes de cercanías regulares, la estación de Pavelétskaya comunica con el aeropuerto internacional de Domodedovo mediante los trenes Aeroexpress. Fueron estrenados el 3 de agosto de 2002. No son operados por Ferrocarriles Rusos, aunque usan las mismas vías.